# Peter Mauzey
Peter Mauzey (* 1930 in Poughkeepsie) ist ein Elektroingenieur, der in den 1950er und 1960er Jahren am Columbia-Princeton Electronic Music Center mit der Entwicklung elektronischer Musikinstrumente befasst war. Er war außerordentlicher Professor an der Columbia University und arbeitete zudem als Ingenieur bei Bell Labs (später Lucent Technologies) in New Jersey.

## Leben
Mauzey begann 1951 noch als Student an der Columbia University mit einem Pionier der elektronischen Musik, Vladimir Ussachevsky, zusammenzuarbeiten. Er arbeitete bei der universitätseigenen Radiostation WKCR und führte Ussachevsky in die Verwendung von Magnetband-Schleifeneffekten als Quelle und Modifikatoren für Klangeffekte ein, um sie in der experimentellen Musik einzusetzen.
Er half vor allem beim Bau des RCA Mark II Sound Synthesizers und wurde 1959 der erste technische Direktor des neuen Instituts. Nach Darstellung von Thom Holmes  war er „der leitende Ingenieur des Zentrums“. Mauzey und seine Mitarbeiter entwickelten eine Vielzahl von maßgeschneiderten Geräten, die auf die Bedürfnisse der im Zentrum tätigen Komponisten zugeschnitten waren. Dazu gehörten frühe Prototypen von Bandverzögerungsmaschinen, quadraphonischen Mischpulten und analogen Triggern, die die Interoperabilität zwischen anderen kundenspezifischen Synthesizern erleichtern sollen.
Robert Moog, der den elektronischen Musiksynthesizer zu einem nutzbaren Instrument entwickelte, lernte sein Handwerk Anfang der 1960er Jahre als Student in Columbia bei Mauzey.